# Robson Ponte
Robson Ponte, född 6 november 1976, är en brasiliansk tidigare fotbollsspelare.
Han blev utsedd till J.Leagues mest värdefulla spelare 2007 och var med i "Best Eleven" 2007.